# BF Copenhagen
Basketfælleskabet (BF) Copenhagen war eine dänische Basketballmannschaft aus dem Großraum Kopenhagen.

## Geschichte
Im Mai 2002 gaben die Spielgemeinschaften Værløse-Farum Basketball Klub A/S und Alliancen BMS/Herlev eine Absichtserklärung ab, um im Leistungsbasketball einen gemeinsamen Weg einzuschlagen. Insgesamt sechs Vereine beteiligten sich: Die Mitglieder des Zusammenschlusses Værløse-Farum Basketball Klub A/S (Værløse BBK, Skjold Birkerød, Alba Allerød, Farum Boldklub) sowie der Alliancen BMS/Herlev (Basketballklubben BMS, Herlev Basket). Die Einigung umfasste, im Herrenbereich die Erstligaspielberechtigung des amtierenden Meisters Værløse-Farum in den Zusammenschluss zu überführen und im Damenbereich das Teilnahmerecht von Herlev/BMS, das ebenfalls 2002 den dänischen Meistertitel gewann. Auf europäischer Ebene wurde bei den Männern der Platz der dänischen Auswahl Magic Great Danes eingenommen, die in der Nordeuropäischen Basketballliga angetreten war. Da die Liga in den FIBA Champions Cup überführt wurde, erhielt BF Copenhagen die Teilnahmeberechtigung für diesen Wettbewerb. Bei den Frauen gab es eine Teilnahmeberechtigung für den FIBA Europe Cup.
Bei den Damen wurde Claus Strøh Trainer, die angedachte Bildung eines Gespanns mit Mette Starup-Hansen kam nicht zustande. Das Traineramt bei der Herrenmannschaft übernahm Peter Freil. Als Austragungsstätte für die Heimspiele der BFC-Frauen wurde die Herlevhalle und für die der Männer die Farum Arena festgelegt.
Die Mannschaft der Herren von BF Copenhagen umfasste in der Saison 2002/03 neben den US-Amerikanern Jimmy Moore, A.D. Smith und Jeff Markray sowie dem Serben Petar Popović mehrere dänische Nationalspieler wie Jesper Sørensen, Jesper Krone, Niels Bjerregaard und Jesper Hauge. Bei den Damen spielten unter anderem die US-Amerikanerinnen Ayana Walker und Jennifer Kerns sowie die damals als beste dänische Basketballspielerin geltende Anne Thorius.
BF Copenhagen gewann 2003 mit den Frauen und den Männern sowohl die dänische Meisterschaft als auch den dänischen Pokalwettbewerb. Im FIBA Europe Cup gewannen die BFC-Damen in der Saison 2002/03 zwei ihrer sechs Spiele. Die Herrenmannschaft holte aus acht Spielen im FIBA Champions Cup vier Siege.
Anfang Oktober 2003 war BF Copenhagen zahlungsunfähig, die beiden Profimannschaften wurden mit sofortiger Wirkung aus dem Spielbetrieb zurückgezogen.
Im Mai 2005 wurde der ehemalige Direktor von BF Copenhagen, Peter Kjøller, von einem Gericht wegen Urkundenfälschung und Betrug zu einer Bewährungsstrafe von neun Monaten verurteilt. Laut der Zeitung Berlingske Tidende hatte Kjøller während seiner Tätigkeit für BF Copenhagen unter anderem gefälschte Sponsorenverträge vorgelegt.